# Viva Volley Tortoreto
L'Associazione Sportiva Dilettantistica Viva Volley Tortoreto, o più semplicemente W Tortoreto A.S.D. o Viva Volley Tortoreto, è una squadra di pallavolo femminile con sede a Tortoreto (Te).
Nella stagione 2025-26 gioca in Serie B2.

## Storia della società
La Volley Tortoreto, fondata nel 1984, ha vissuto il suo periodo di maggior splendore tra gli anni novanta e i primi anni 2000, grazie al sostegno degli sponsor Las Mar e Las. Nella stagione 1997-98 la squadra conquista la promozione in Serie A2 e vince la Coppa Italia di Serie B. Partecipa complessivamente a tre stagioni nella seconda divisione nazionale, raggiungendo la poule promozione nel 1998-99 (conclusa all’ottavo posto) e la finale della Coppa Italia di A2, poi persa contro il Vigevano. 
Nella stagione 2000-01 arriva il settimo posto nel girone unico, ma a fine stagione, con il ritiro dello sponsor principale, la società è costretta a rinunciare all’iscrizione alla Serie A2 e riparte dalla Serie C sotto la presidenza di Giancarlo D'Addezio. Negli anni immediatamente successivi, il Tortoreto torna per due volte in Serie B2, senza però riuscire a mantenere una presenza stabile, fino alla retrocessione nel 2014 in Serie D, dove resta per nove stagioni consecutive. 
Grazie a due promozioni in tre anni, nel 2025 riconquista la Serie B2 con il tecnico Domenico Chiovini, già alla guida nel 1993 della formazione che raggiunse la prima promozione nella categoria.

## Colori, simboli e divise
I colori sociali della società sono il giallo e il blu. Durante il periodo in Serie A2, le divise presentavano una maggiore presenza del giallo e un disegno simile a quello della Pallavolo Modena. In epoche successive, la squadra ha adottato divise prevalentemente blu (talvolta azzurre) e, più recentemente, bianco-azzurre, in richiamo ai colori storici della società e a quelli ufficiali della città di Tortoreto. Negli ultimi anni è stato reintrodotto il giallo, visibile in particolare sulle maniche delle divise.

## Palmarès

### Trofei nazionali
- Coppa Italia di Serie B: 1

1997-98

### Trofei regionali
- Coppa Abruzzo di Serie C: 1

2024-25